# Кигали
Кига́ли (руанда , англ. , фр. и суахили Kigali; ранее также Кига́ри (руанда и нем. Kigari) — столица и крупнейший город Руанды. Население городской территории — 1 170 000 человек по оценке на 2021 год.

## Этимология
Город был основан как резиденция германского эмиссара в поселении, расположенном на склоне горы Кигали, от которой и пошло его название. Ороним на языках банту: ki — префикс, gali — «широкий, обширный», связан с формой горы. Это название, согласно устной истории страны, ведёт свою историю с XIV века. Алексис Кагаме, известный руандийский филолог, изучавший языки банту и устную историю страны, писал, что название «Кигали» вошло в употребление после того, как король Руанды Килима I Ругве завершил завоевание этой области. Легенда гласит, что король, смотря на территорию с вершины холма, воскликнул: Burya iki gihugu ni kigali!

## История

### Преколониальный период
Территория, на которой сейчас стоит Кигали, как и территория всей страны была заселена племенами пигмеев, охотников и собирателей, между 8000 и 3000 годами до нашей эры. Данные племена считаются предками народа тва. Между 700 годом до нашей эры и 1500 годом нашей эры происходили другие миграции, в ходе которых на территорию страны и будущего города прибыли племена хуту и тутси — двух других важных народов Руанды. Согласно устной истории страны, королевство было основано в XIV веке нашей эры близ озера Мухази на расстоянии около 40 километров от современного Кигали. На тот момент это было небольшое государство, скорее даже союз племён, вокруг которого находились мощные соседи, Бугереса и Гисака. Член династии, правящей королевством Гисака, убил короля Руганзу I Мгимбу, но его сын, Килима I смог расширить территорию страны за счёт завоевания королевства Бугереса. Между XVI и XVII веками королевство Руанда было оккупировано войсками Уньоро, королевства, которое располагалось на территории современной Уганды. Король был вынужден бежать, оставляя свои земли захватчикам. В XVII веке независимость королевства была восстановлена под контролем нового короля Руганзу II Ндоли. После его прихода власть в королевстве перешла к династии Кигели, и государство достигло расцвета при короле войне Кигели IV, в правление которого было осуществлено вторжение на восток, в результате чего королевство стало доминирующим в регионе. Столица королевства тогда находилась в Ньясе, на юге страны.

### Колониальный период
В эпоху немецкого управления поселение было известно в том числе под названием Кигари. Время его возникновения однозначно не установлено. Алексис Кагаме выдвигал теорию о том, что город был основан в промежутке между 1300 и 1500 годами. По его мнению, это был скорее не небольшой город, а село, поскольку он располагается на гораздо более удобном месте, в связи с чем странно, что король не перенёс столицу из Ньясы сюда. По итогам конференции 1884 года, закрепляющей раздел Африки, территория Руанды, наряду с Бурунди должна была достаться Германской империи, которая осуществила её завоевание. В 1897 году сюда прибыл германский путешественник Рихард Кандт, который искал приток Нила. Он закрепил протекторат над королём Руанды и в 1907 году, став первым правителем колонии основал в Кигали резиденцию германского колониального правительства, превратив город в столицу страны, от чего официально ведётся история города; при этом в некоторых источниках иногда ошибочно указывается 1908 год. До 1916 года город находился под контролем Германской империи, затем был оккупирован Бельгией до 1919 года, в котором официально перешёл под её управление по Версальскому договору. С 1922 года по решению Лиги Наций контролировался Бельгией в составе резидентства Руанда (части мандатной территории Руанда-Урунди), в качестве административного центра которой в итоге сменил Астриду. С 1962 года — столица независимой Руанды.

### Период независимости
С 1945 по 1991 год численность населения Кигали выросла с 6 000 до 150 000 жителей, а к 2006 году достигла миллиона человек (с пригородами).
Во время событий 1994 года погибли десятки тысяч жителей города, многие жители бежали в соседние страны. Город был частично разрушен. С 1997 года Кигали восстанавливается.
С 2010-х годов реализуется инициатива «Инновационный город Кигали», которой руководит министр информационно-коммуникационных технологий и инноваций Пола Ингабире.

## География

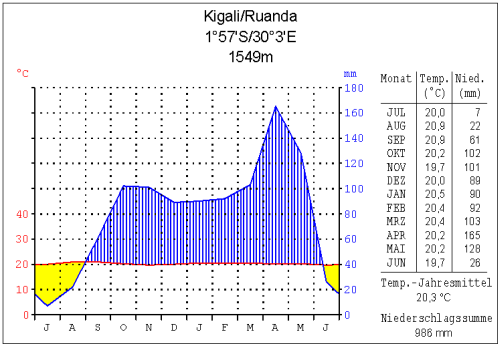
Погода в Кигали

Кигали находится южнее экватора, в центре Руанды. Город расположен на склонах горы, средняя высота над уровнем моря — 1830 м.

### Климат
Город находится в зоне экваториального муссонного климата. Сухой сезон продолжается с июня по август. Среднемесячная температура от 20 до 21 °C. Свыше 1000 мм осадков в год. Климат достаточно мягкий благодаря расположению города высоко над уровнем моря.
| Показатель                    | Янв. | Фев. | Март  | Апр.  | Май  | Июнь | Июль | Авг. | Сен. | Окт.  | Нояб. | Дек. | Год   |
| ----------------------------- | ---- | ---- | ----- | ----- | ---- | ---- | ---- | ---- | ---- | ----- | ----- | ---- | ----- |
| Средний суточный максимум, °C | 26,9 | 27,4 | 26,9  | 26,2  | 25,9 | 26,4 | 27,1 | 28,0 | 28,2 | 27,2  | 26,1  | 26,4 | 26,9  |
| Средняя температура, °C       | 21,2 | 21,6 | 21,3  | 21,2  | 21,0 | 20,9 | 21,0 | 22,0 | 22,1 | 21,1  | 20,8  | 21,0 | 21,3  |
| Средний суточный минимум, °C  | 15,6 | 15,8 | 15,7  | 16,1  | 16,2 | 15,3 | 15,0 | 16,0 | 16,0 | 15,9  | 15,5  | 15,6 | 15,7  |
| Норма осадков, мм             | 76,9 | 91,0 | 114,2 | 152,2 | 88,1 | 18,6 | 11,4 | 31,1 | 69,6 | 105,7 | 112,7 | 77,4 | 948,9 |

## Экономика
Торговый центр (кофе, кожсырьё, крупный рогатый скот). Обработка кож, изготовление обуви, одежды, глиняной посуды, предметов домашнего обихода. Фабрика одеял. В окрестностях — плантации кофе, добыча олова.

## Образование
В колониальной Руанде и до геноцида, Бутаре был главным центром высшего образования в стране. Первые колледжи, такие как Главная семинария Ньякибанда, основанная в 1936 году, и три учреждения 1960-х годов, включая Национальный университет Руанды, были расположены в южном городе. Первым высшим учебным заведением в Кигали был Африканско-Маврикийский институт статистики и прикладной экономики, который основан в 1976 году, но город не стал крупным центром обучения до второй половины 1990-х годов. В то время были основаны государственный институт здоровья Кигали, Кигалийский институт науки и технологии и институт образования Кигали, а также частный университет, Независимый университет Кигали.  В 21 веке в Кигали были добавлены дополнительные учреждения, в том числе Государственная школа финансов и банковского дела в Гиконгоро и частный университет Кигали. По состоянию на 2018 год в высших учебных заведениях Кигали обучалось в общей сложности 50 594 студента.
В 2013 году правительство провело значительные изменения в системе государственных университетов страны, направленные на повышение эффективности за счет устранения дублирования учебных курсов и устранения расхождений в оценках студентов между различными школами. Ранее независимые учебные заведения Кигали были объединены с тремя другими учреждениями за пределами города — Политехническим институтом Умутара в Ньягатаре и Высшим институтом сельского хозяйства и животноводства Рухенгери — создав объединенный Университет Руанды. Он имеет шесть колледжей, охватывающих девять кампусов, три из которых находятся в Кигали. Это кампус в Гиконгоро, который служит штаб-квартирой университета и является домом для его программ в области бизнеса и экономики, кампус в Ньяругенге, в котором размещаются науки, архитектура и инженерия, и кампус Ремера, который охватывает медицину, сестринское дело, стоматологию и медицинские науки.
В 2018 году в Кигали насчитывалось 239 начальных школ с 203 680 учениками и 143 средних школ с 60 997 учениками. Высокий уровень отсева учащихся из начальной школы в среднюю школу, характерный для всей Руанды, Министерство образования и ЮНИСЕФ связывают с недостаточным умением считать и знаниями английского языка у выпускников начальной школы. В 2019 г. три района города занимали первые места в национальной таблице результатов экзаменов на уровне начальной школы, хотя этот успех не был повторен на уровне средней школы, где наибольшие показатели были достигнуты в сельской местности.  В городе также есть ряд частных школ, ориентированных на богатых руандийцев и экспатриантов. Эти школы, которые взимают высокую плату, предлагают международные программы, такие как международный общий сертификат о среднем образовании и международный бакалавриат, которые позволяют студентам учиться в университетах по всему миру.

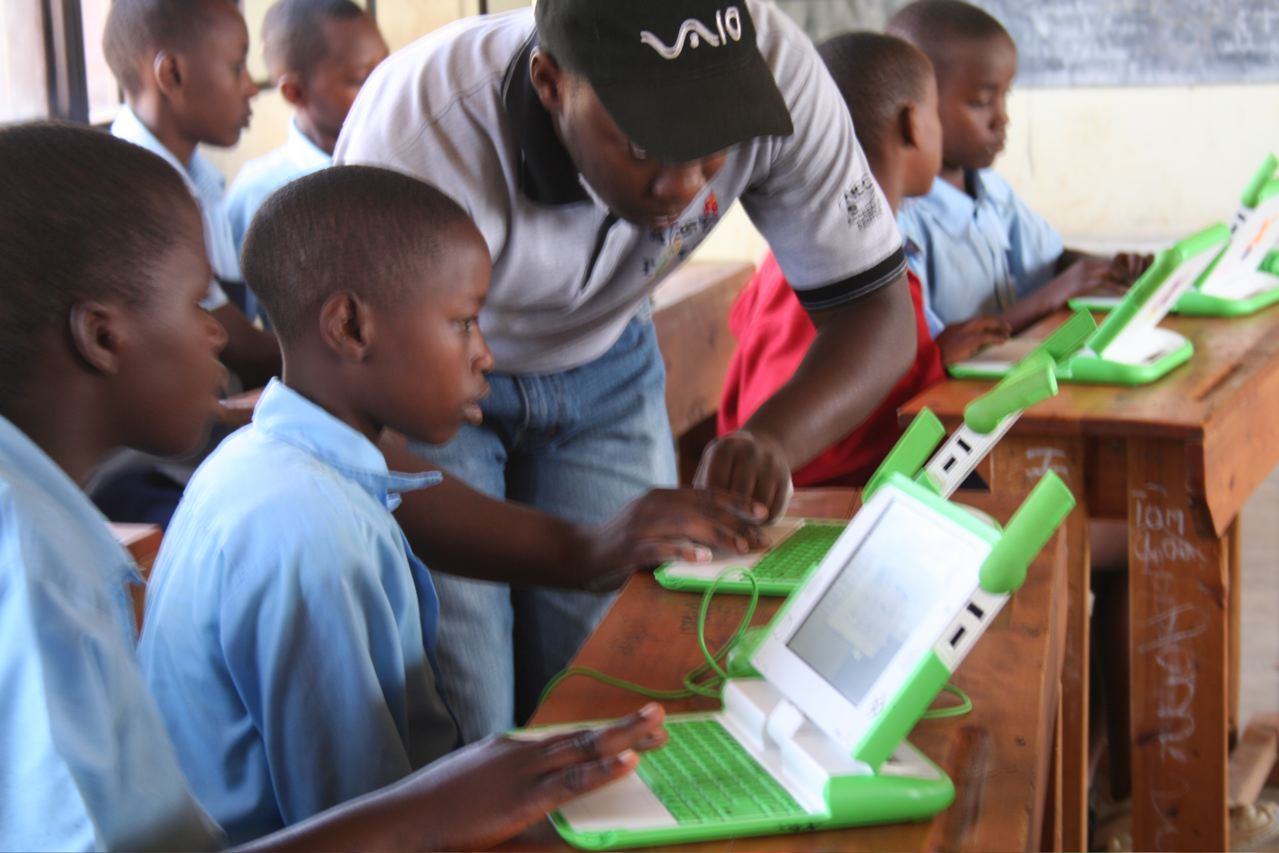
Ученики начальной школы в Кигали с ноутбуками

14 сентября 2022 года правительство объявило, что с 2022/23 учебного года родители больше не будут платить за обучение учащихся дошкольных и начальных классов, однако они будут вносить 975 рупий на программу школьного питания. Это поможет родителям с ограниченными средствами отдать своих детей в школу. В городе находится колледж и Национальная библиотека Руанды.
В Кигале есть лицей, где обучается свыше 6000 учеников. Его открыли в 1974 году. 

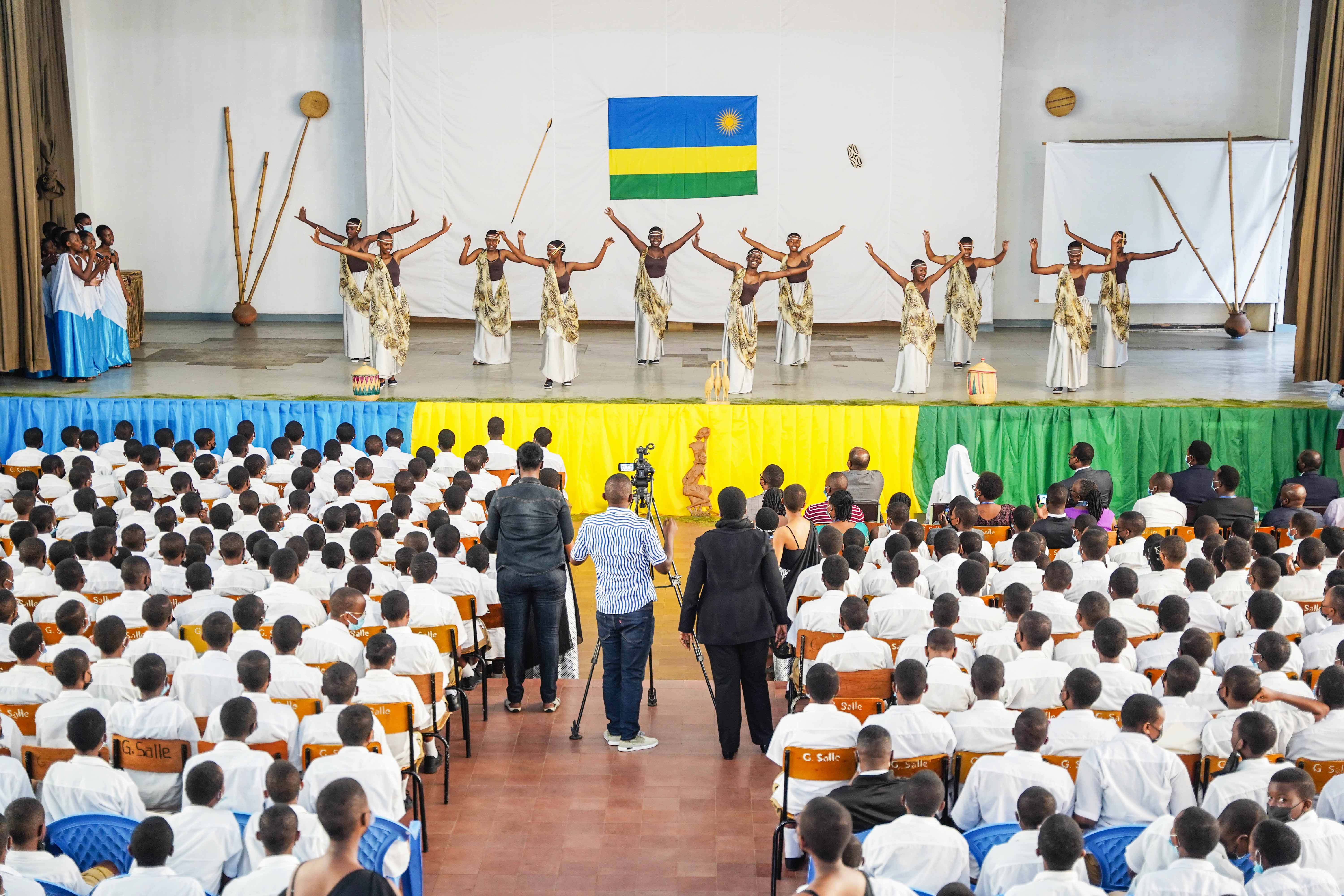
Балет учеников лицея

## Транспорт

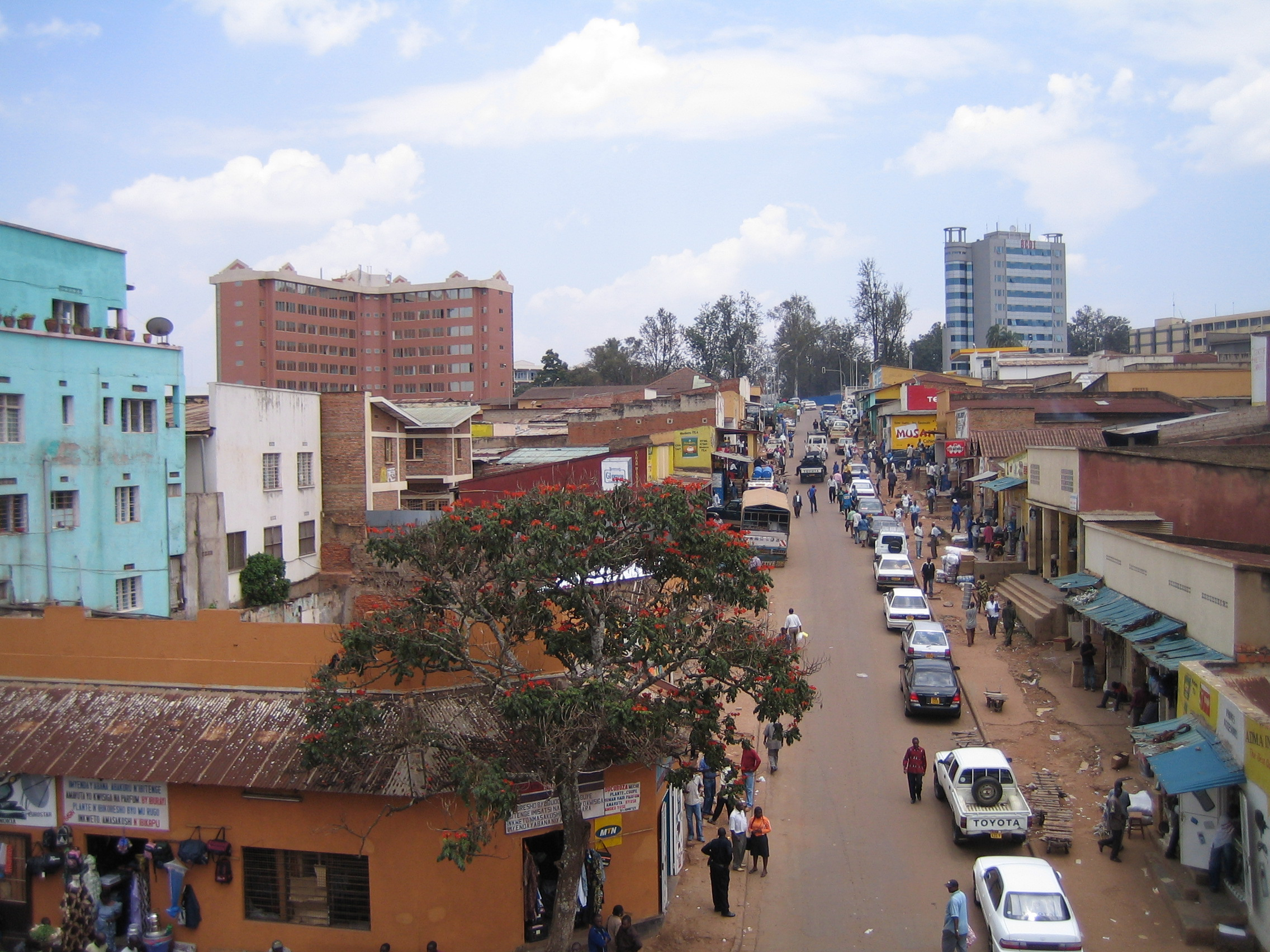
Центр города Кигали

Через Кигали проходит транс-африканский автодорожный маршрут  шоссе Лагос-Момбаса. Кигали соединён шоссейными дорогами с населёнными пунктами соседних Бурунди, Уганды и Танзании.
Общественный транспорт развит слабо. В основном он представлен маршрутными такси, которые совершают рейсы по городу и в другие населённые пункты. В Кигали много таксистов, перевозящих клиентов на мотоциклах без коляски. Их легко опознать по зелёным жилетам с надписями. Пассажирские перевозки осуществляют также владельцы частного автотранспорта. Местное население активно использует велосипеды.
Рельсового транспорта в городе нет.

### Аэропорты
В 7 км к востоку от центра города находится аэропорт международного значения. Обслуживаются рейсы из других африканских государств (Кении, Уганды, Эфиопии, Бурунди, ЮАР). Из Европы прямые рейсы в Кигали выполняются из аэропортов Амстердама, Брюсселя, Лондона и Стамбула.

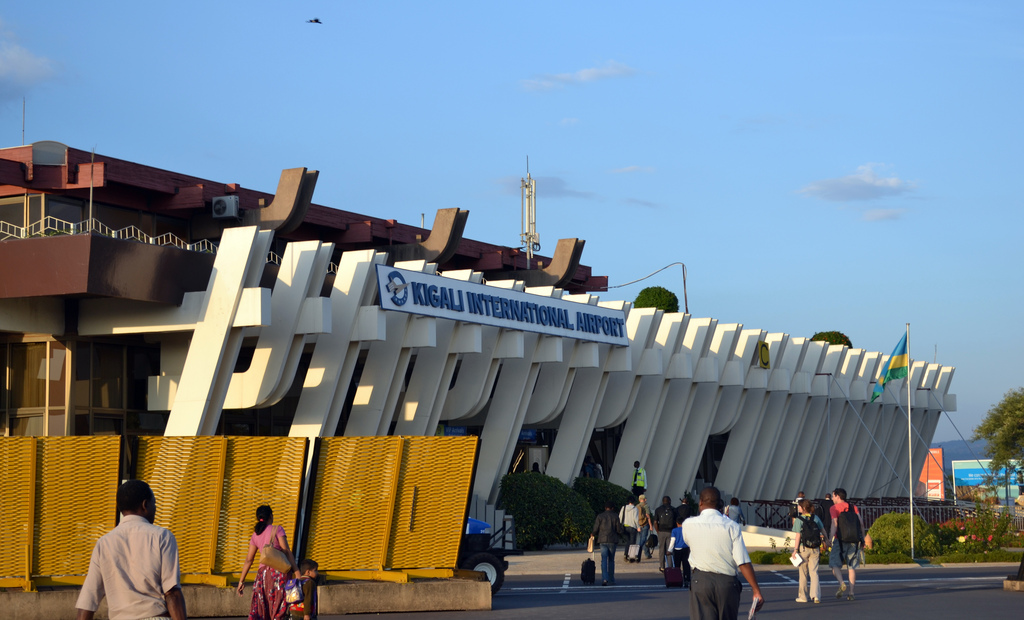
Руандийский международный аэропорт

К югу от центра города строится второй аэропорт.

## Достопримечательности
В Кигали находятся мемориал памяти жертв геноцида в Руанде, военный мемориал памяти бельгийцев, погибших во время геноцида.
Дом, в котором жил естествоиспытатель Рихард Кандт (1867—1918), служивший администратором колониального правительства, теперь является музеем естественной истории имени Рихарда Кандта (Kandt House).
Во дворце президента Жювеналя Хабиариманы в районе Канобме с 2009 году также действует музей.
Kigali City Tower — самое высокое здание в стране.

## Население
Городское население Кигали, включая все прочие городские поселения провинции, по данным переписи 2012 года составляло 859 332 человека, в 2019 году, по некоторым оценкам (в частности, по данным «Всемирной книги фактов ЦРУ»), насчитывало 1,095 млн жителей, а в 2020 году 1,132 млн человек.
Динамика численности урбанистического населения по годам по данным переписей:
| 1978    | 1991     | 2012     |
| ------- | -------- | -------- |
| 115 990 | ↗235 664 | ↗859 332 |

## Спорт

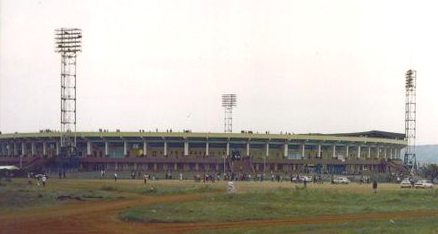
Стадион «Амахоро», 2003

Крупнейшим спортивным объектом в Кигали является стадион «Амахоро», расположенный в районе Ремера, который был построен в 1980-х годах и вмещает 30 000 человек. Стадион используется в основном для футбола, принимая большинство домашних игр национальной сборной Руанды по футболу, а также матчи местных футбольных команд. Это был один из четырех стадионов, используемых для матчей на чемпионате африканских наций 2016 года, включая финал, в котором Демократическая Республика Конго обыграла Мали. На стадионе также проводятся матчи союза регби, в том числе национальной сборной, а также концерты и публичные мероприятия. Арена Кигали — крытая арена на 10 000 мест рядом со стадионом «Амахоро», который открылась в 2019 году. На арене проводятся такие виды спорта, как баскетбол, в том числе турнир AfroBasket 2021, а также гандбол, волейбол и теннис. Другие места проведения в городе включают региональный стадион Ньямирамбо вместимостью 22 000 человек и стадион для крикета Руанды в Гаханге, который открылся в 2017 году. Единственное поле для гольфа в Руанде, гольф-клуб Кигали, находится в Ньярутараме. Семь из шестнадцати команд в футбольной лиге Руанды базируются в Кигали. Большинство из них не имеют собственных стадионов и играют на нескольких площадках, включая стадион Амахоро, региональный стадион Ньямирамбо и различные небольшие стадионы. В городе базируются две самые успешные команды страны: АПР, выигравший двадцать один чемпионатов в период с 1969 по 2024 год, и Район Спорт, выигравший девять за тот же период. По состоянию на 2020 год десять из четырнадцати команд Национальной баскетбольной лиги Руанды играют свои домашние матчи в Кигали, включая клуб «Рафики».
В конце сентября 2021 года на ежегодном конгрессе Международный союз велосипедистов (UCI) Кигали был объявлен местом проведения чемпионат мира по шоссейному велоспорту 2025 который станет первым флагманским мероприятием UCI в Африке.

## Административное устройство
Город Кигали с пригородами расположен в одноимённой провинции, одной из пяти провинций Руанды, созданных в ходе административной реформы в 2006 году. Провинция делится на три района (акарере): Гасабо, Кичукиро, Ньяругенге. Районы включают в общей сложности 35 секторов (имиренге), а те, в свою очередь, делятся на более мелкие административные единицы.
При этом собственно город Кигали с пригородами охватывает 70 % территории провинции.

## Города-побратимы
- Дурбан[41]
- Претория[41]
- Лусака[41]
- Оклахома-Сити[41]
- Сан-Бернардино[41]
- Майнц[41]
- Рим[41]
- Варем[41]
- Чэнду[41]
- Цзинань[41]
- Шэньчжэнь[41]

## Религия

### Католицизм
10 апреля 1976 года буллой римского папы Павла VI, путём выделения из архиепархии Кабгайи (статус которой одновременно был понижен до епархии), была учреждена архиепархия Римско-Католической церкви с центром в Кигали.

## Персоналии
Список уроженцев города, о которых есть статьи в Википедии, см. тут.

## Фотогалерея

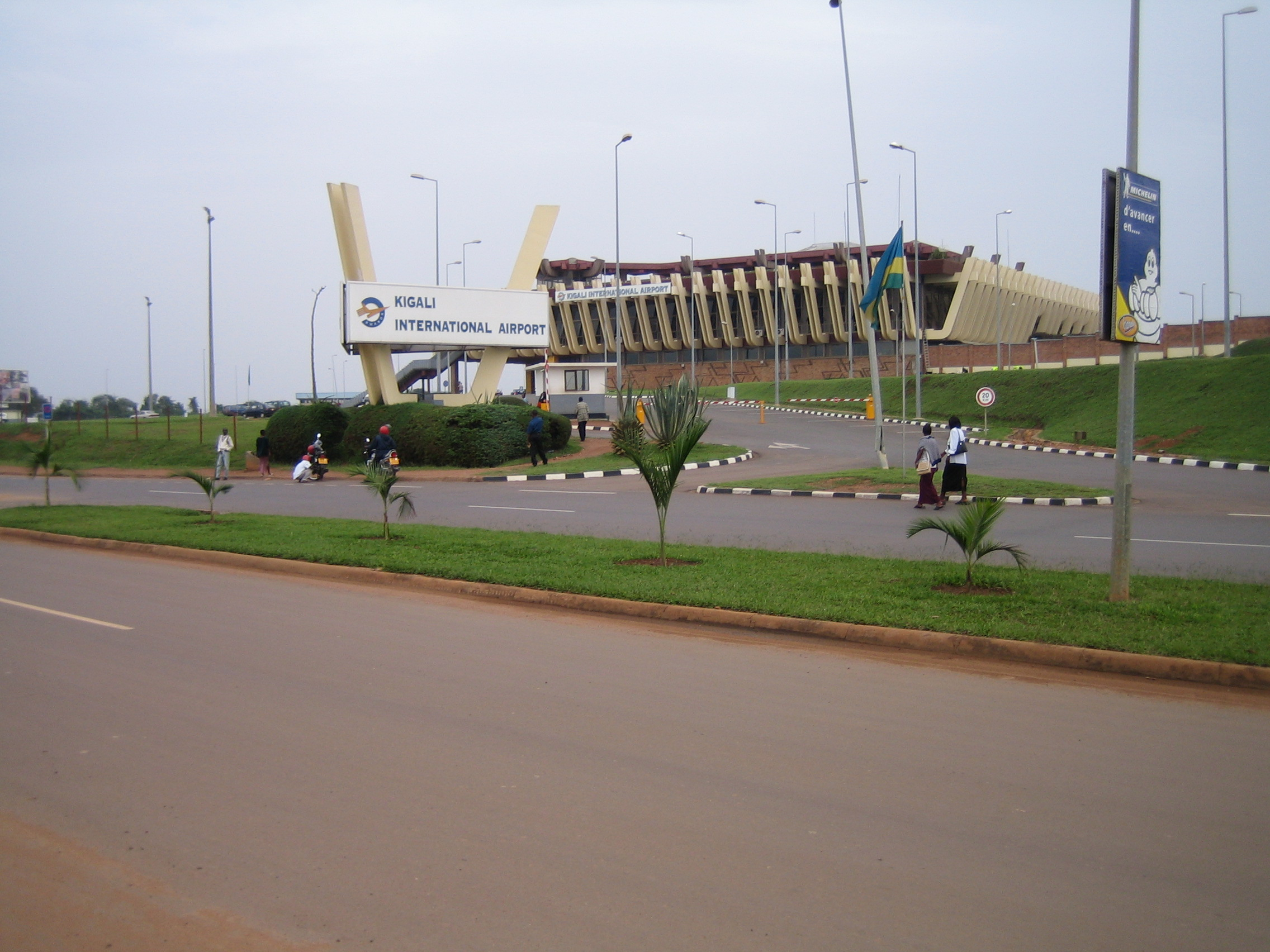
Аэропорт Кигали
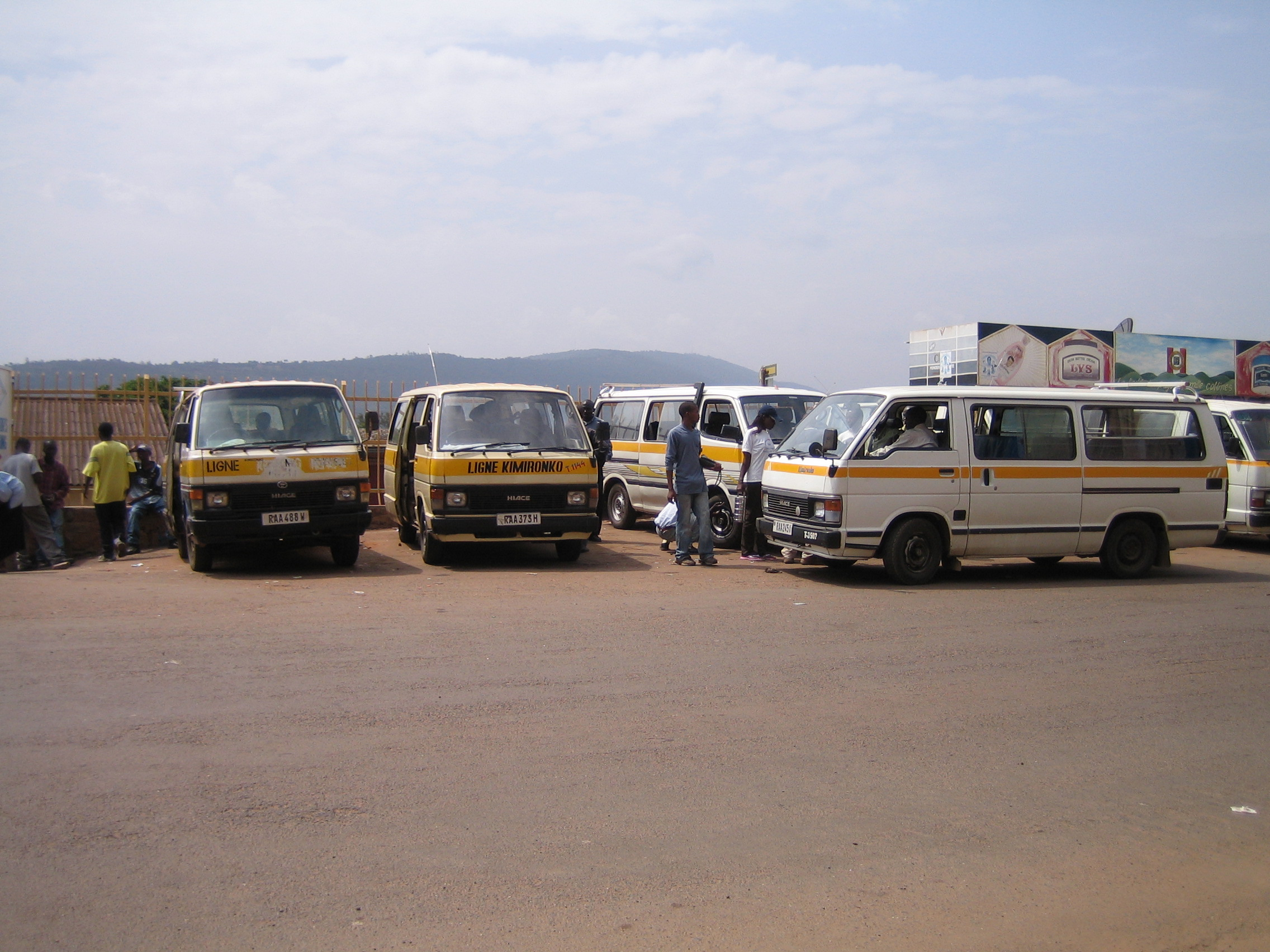
Мини-такси в Кигали
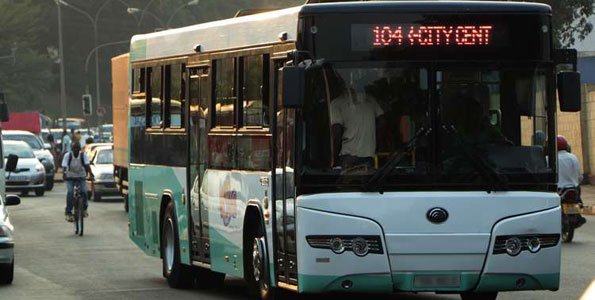
Общественный транспорт
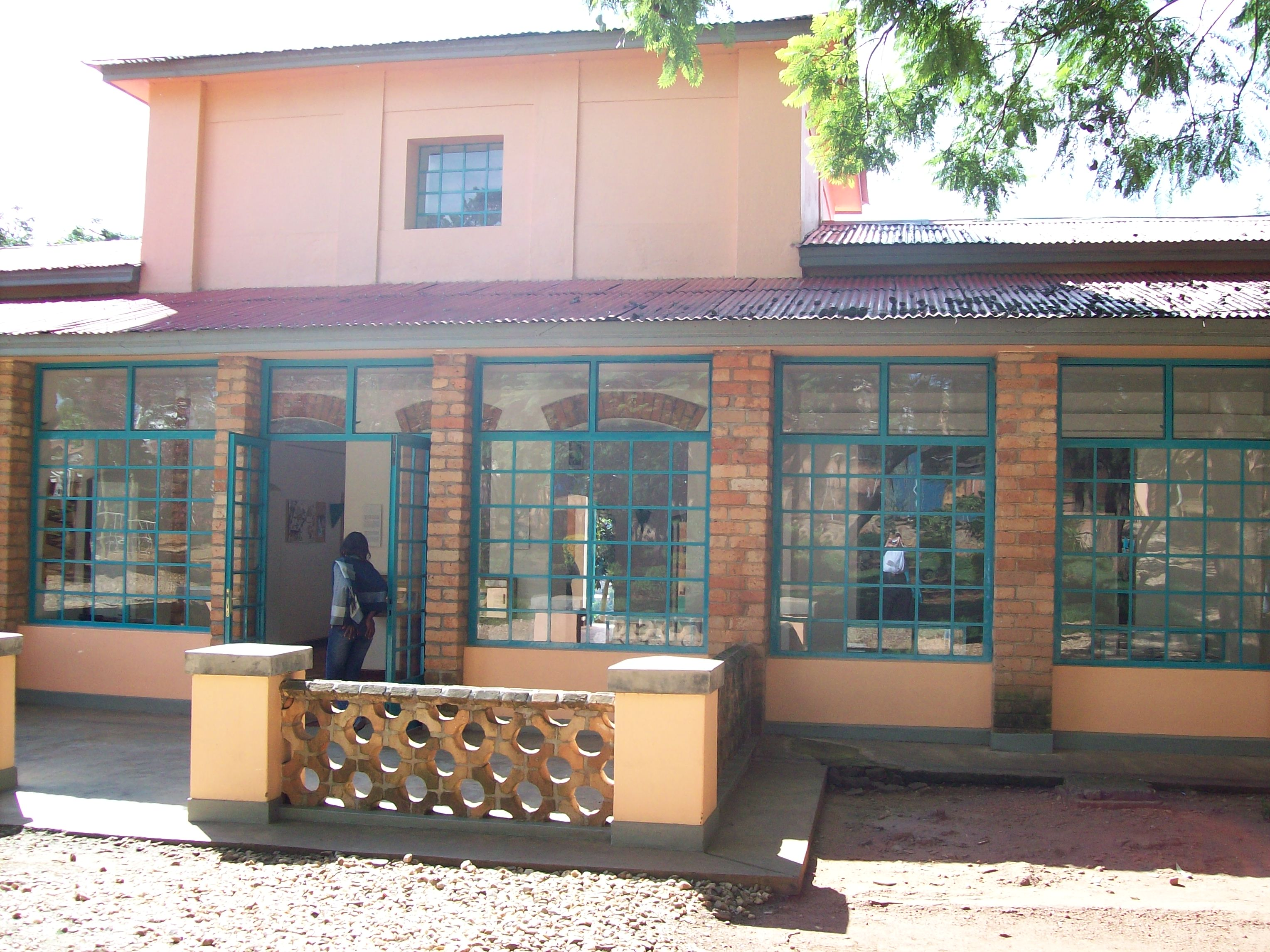
Музей естественной истории имени Ричарда Кандта
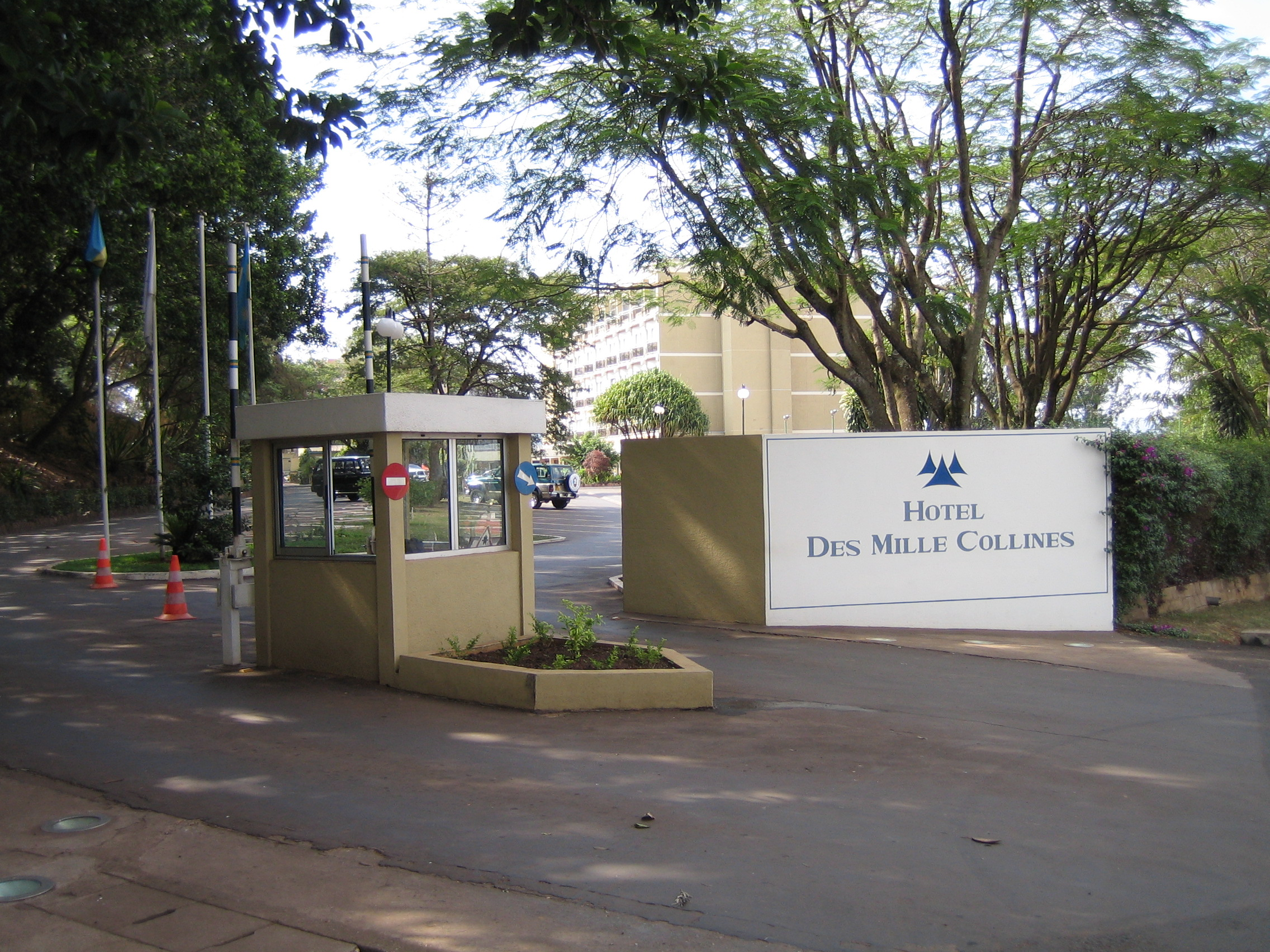
Отель «Тысяча холмов»
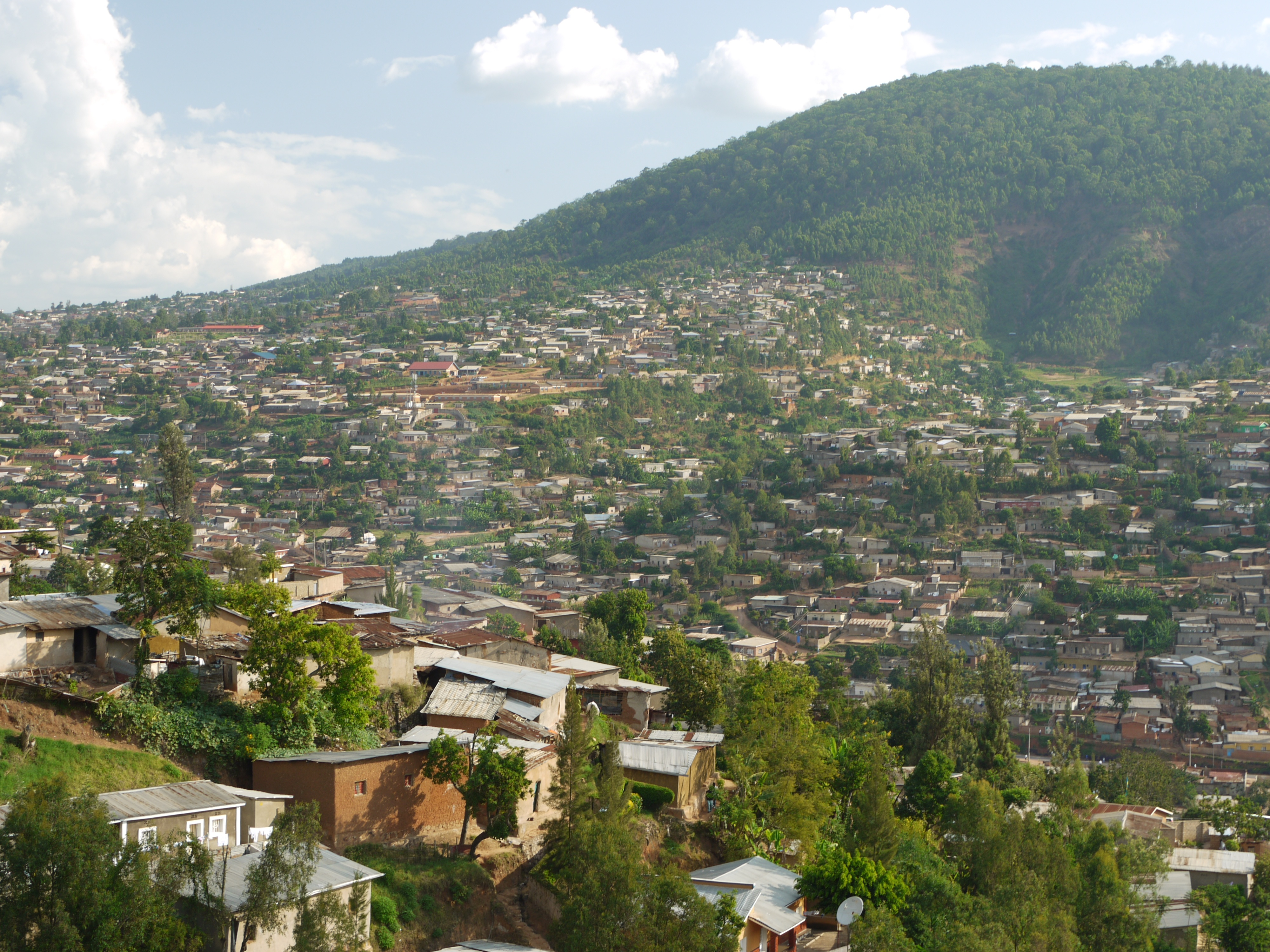
Гора Кигали и пригород
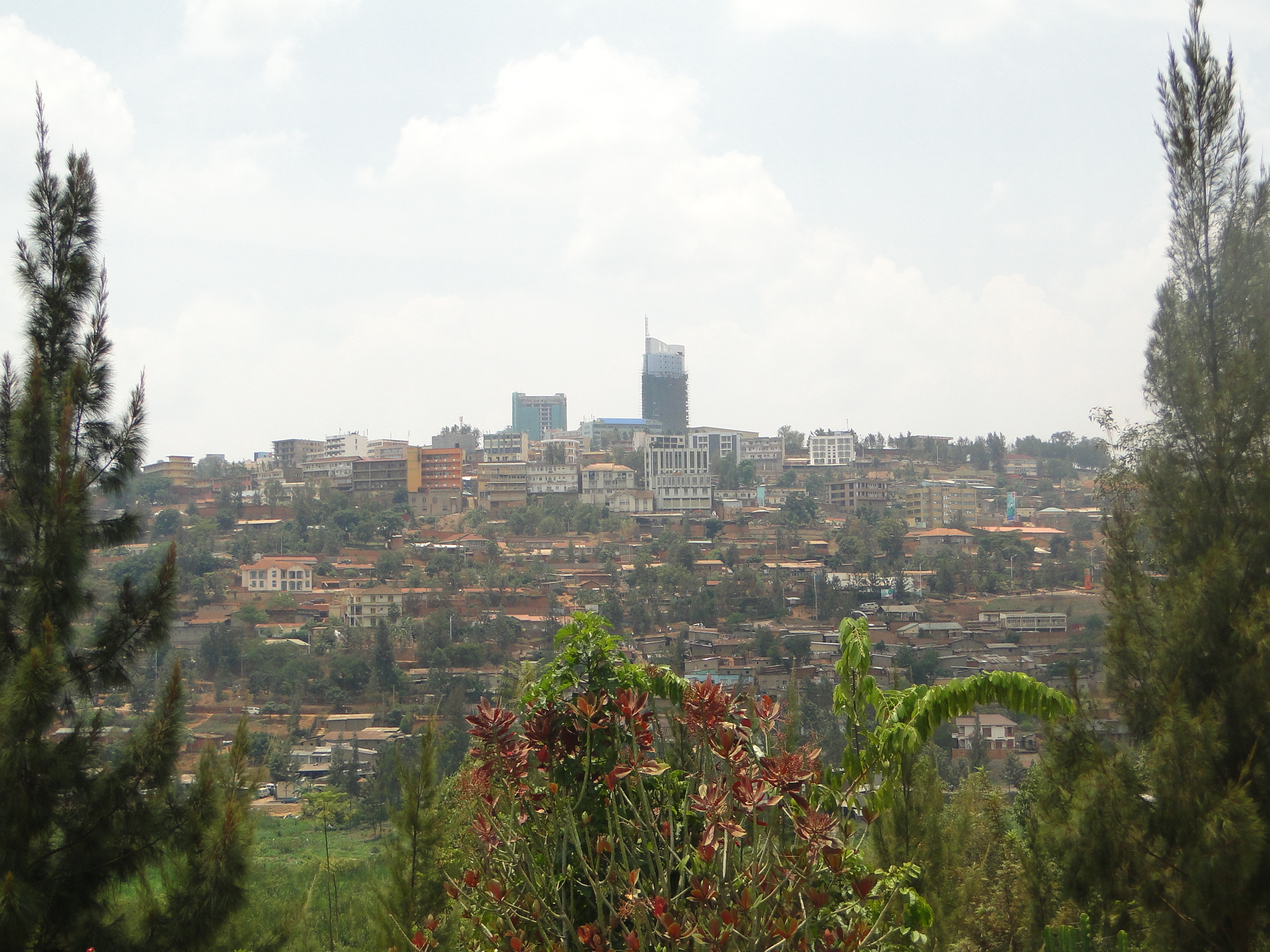
Вид города с мемориала геноцида
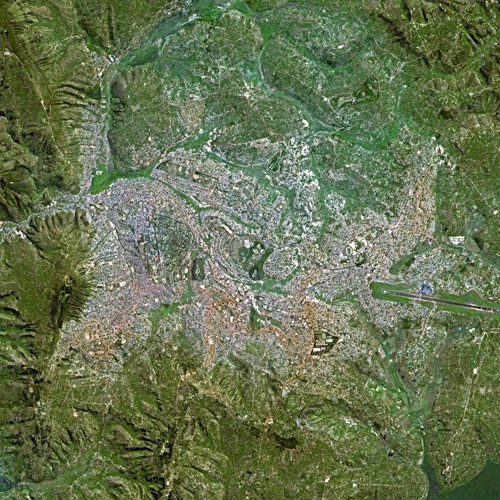
Вид Кигали со спутника
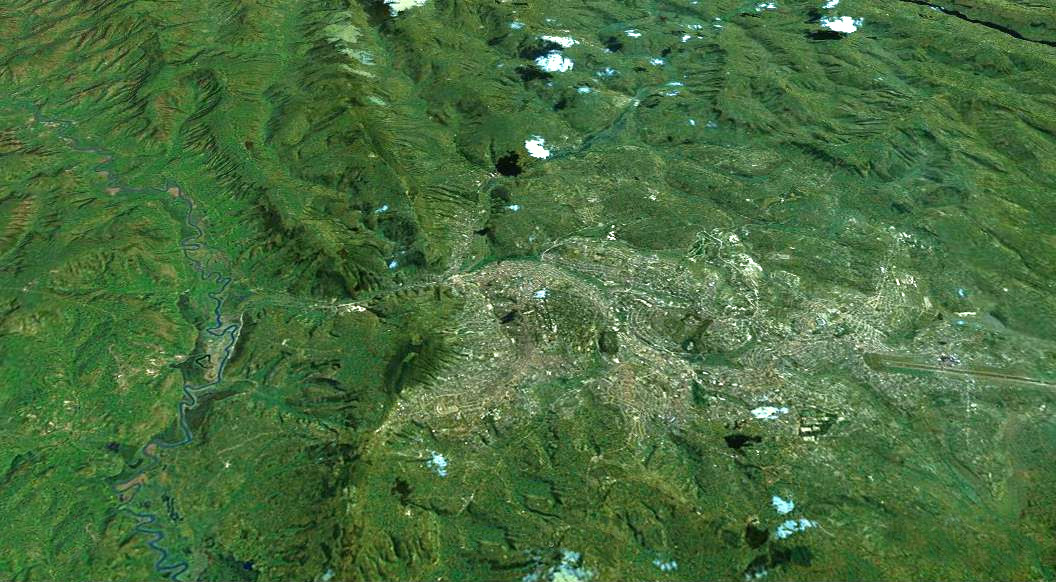
Вид Кигали из космоса